# Passerelle (Luxemburg)
De Passerelle, ook wel bekend als het Luxemburg-viaduct, is een viaduct in de stad Luxemburg, in het land Luxemburg. Het viaduct vormt de zuidelijke toegang tot het stadscentrum, Oberstadt over de vallei van de rivier Pétrusse. Aan de andere kant van de brug ligt de Avenue de la Gare die naar Station Luxemburg leidt. De brug is 290 meter lang, bestaat uit 24 bogen en ligt 45 meter boven de bodem van de vallei. Aan de noordzijde gaat de brug over in de René Konentunnel.
De brug wordt ook wel de Oude Brug (Luxemburgs: Al Bréck, Frans: Vieux pont, Duits: Alte Brücke) genoemd door inwoners van de stad. De Nieuwe Brug is dan de Adolfsbrug uit 1903.
De Passerelle is gebouwd tussen 1859 en 1861 om het stadscentrum te verbinden met het nieuwe spoorwegstation, dat niet in het stadscentrum lag om de vestigingswerken te kunnen behouden. De brug is ontworpen door de ingenieurs Edouard Grenier en Auguste Letellier, en gebouwd door het Britse bedrijf Waring Brothers.

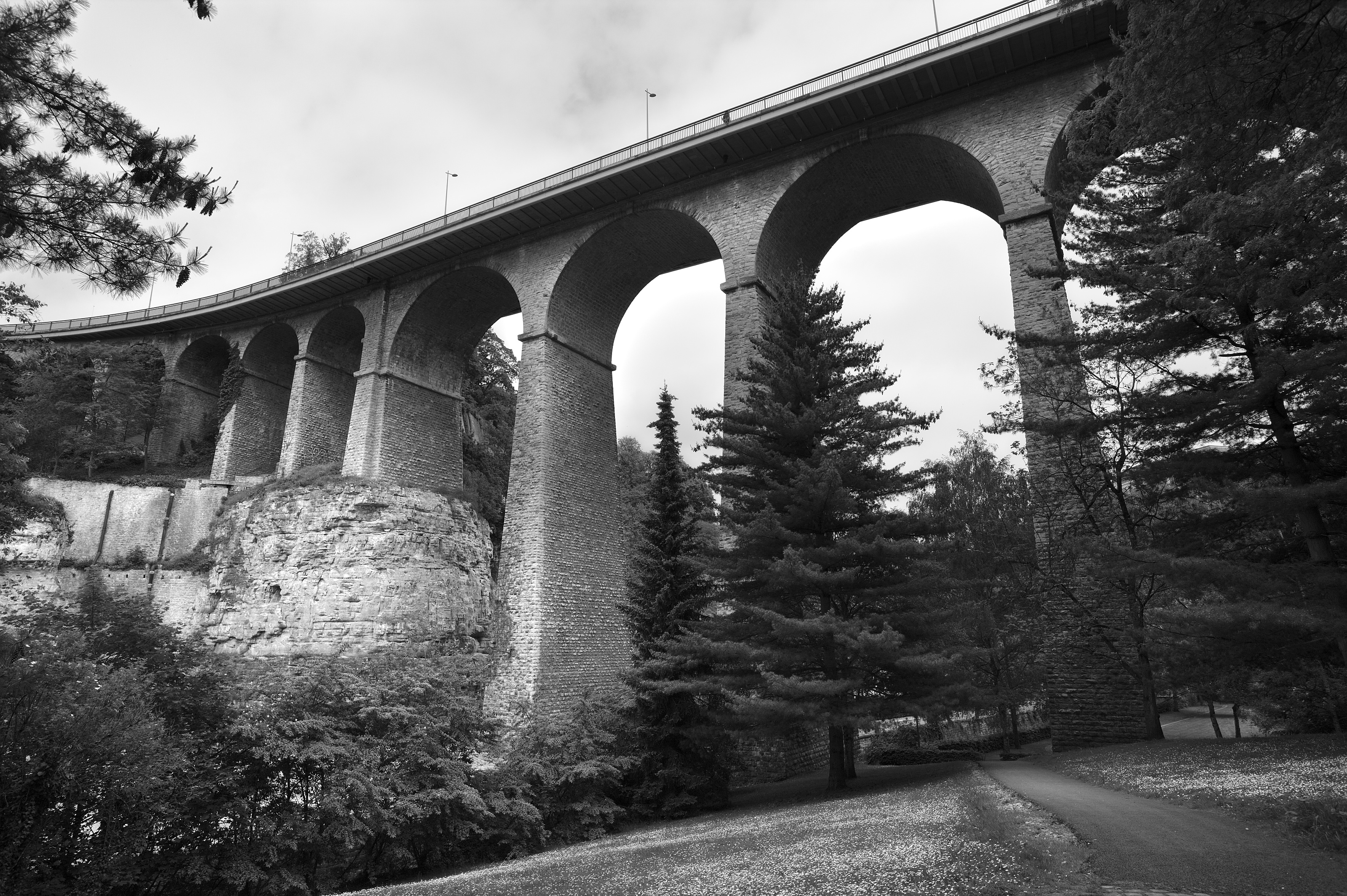
Zicht op de Passerelle vanuit de Pétrussevallei